# Suteki Da Ne

Vỏ đĩa bài Suteki Da Ne

Suteki Da Ne (tiếng Nhật: 素敵だね, Điều đó không phải kỳ diệu sao?) là một bài hát trong trò chơi điện tử nhập vai (RPG) trên Playstation 2 là Final Fantasy X. Nó có thể được coi là chủ đề của hai nhân vật chính trong trò chơi là Tidus và Yuna.
Suteki Da Ne được Nobuo Uematsu (phần nhạc) và Kazushige Nojima (phần lời) viết ra, do nữ ca sĩ RIKKI (Ritsuki Nakano) thể hiện. Bốn phiên bản của bài hát đã được phát hành, trong số đó có phiên bản dàn nhạc gốc và phiên bản phối âm. Phiên bản sau được thể hiện trong phần đưa ra danh sách những người viết Final Fantasy X ở cuối trò chơi và cũng được sử dụng làm nền cho nhiều đoạn nhạc khác trong trò chơi. Phiên bản trước được thể hiện trong cảnh khi Tidus và Yuna hôn nhau.
Điểm đặc sắc của bài hát là nó được viết ra theo phong cách rất truyền thống và được lựa chọn như vậy để phản ánh các chủ đề châu Á có trong trò chơi. Nó cũng là lý do tại sao bài hát đã được giữ lại là phiên bản tiếng Nhật trong bản phát hành của Final Fantasy X dành cho khu vực Bắc Mỹ, thay vì phải ghi âm lại bằng tiếng Anh như thông thường đối với các bản phát hành khu vực hóa của trò chơi điện tử.
Cũng có các phiên bản khác của Suteki Da Ne bằng các thứ tiếng khác. Phiên bản tiếng Triều Tiên, "Eolmana Joheulkka" ("얼마나 좋을까"), do ca sĩ hát nhạc balat nổi tiếng Lee Soo Young thể hiện, và nó được dùng để thay thế cho phiên bản gốc tiếng Nhật trong bản phát hành quốc tế của Final Fantasy X. Ngoài ra, còn có phiên bản tiếng Việt với tên gọi Điều đó không thật đẹp sao?, do ca sĩ Thanh Trúc thể hiện, và phiên bản tiếng Trung với tên gọi Huyến lạn vô bỉ (绚烂无比- Sự rực rỡ không thể sánh được).

## Thông tin chung
- Phần nhạc: Nobuo Uematsu (1, 3), Rikki (2)
- Chuyển biên: Shiro Hamaguchi (1), Aki Kuroda (2), Jim Ediger (3)
- Ca sĩ: Rikki
- Lời bài hát: Kazushige Nojima (1), Rikki (2), Emiko Shiratori (3)
- Phát hành: 18 tháng 7 năm 2001 (bản gốc), 22 tháng 7 năm 2004 (tái phát hành)
- Tham chiếu: SSCX-10053 (DigiCube – bản gốc), SQEX-10029 (Square Enix – bản phát hành lại)

## Các phiên bản
1. Suteki Da Ne trong Final Fantasy X
2. The Moon ~Utikisama~ (Hằng Nga)
3. Pure Heart (Trái tim trong trắng)
4. Suteki Da Ne (bản phối nhạc)